# Live 1991
Albums de Mother Gong
Shapeshifter
(1992) Live on TV 1990
(1993)
Live 1991 est un album en concert de Mother Gong avec Tom the poet et est sorti en 1992.

## Liste des titres
1. Womb – 0:49
2. In The Beginning – 2:16
3. Four Horsemen – 3:03
4. New Man – 2:21
5. Ambassadors – 3:07
6. Hungry – 1:35
7. Fat Cats – 3:10
8. Big Daddy World – 3:42
9. Miaow – 4:35
10. Pigalle – 3:33
11. Superboots – 7:17
12. Wild Child – 6:03
13. Sorry!– 1:20
14. Mr Union Carbide – 5:19
15. Space Case – 10:11
16. We Who Were Raging – 10:23
17. Wilful Housewife – 2:20
18. Crying Is Strength – 3:42

## Musiciens
- Harry Williamson : guitare, claviers, Programmations, Voix
- Rob Calvert : saxophone ténor
- Tom the Poet : Voix (1,6,9,10,14,16)
- Gilli Smyth  : Voix, Space Whisper